# Połączenie sprężyste
Połączenie sprężyste – połączenie rozłączne ruchowe, w którym łącznikiem jest element sprężysty. Stosuje się je ze względu na możliwość wzajemnych przesunięć części maszyn oraz równoczesne kumulowanie nadmiaru energii kinetycznej. Są najczęściej stosowane jako amortyzatory, elementy przeciążeniowe lub kompensatory przesunięć. Podstawowym parametrem części sprężystej jest sztywność łącznika.